# Mont Jalla
Le mont Jalla, localisé sur la commune de Saint-Martin-le-Vinoux, constitue avec la Bastille qu'il domine la pointe méridionale du massif de la Chartreuse surplombant l'agglomération grenobloise.

## Géographie

### Géomorphologie

Carte topographie du mont Jalla et du mont Rachais.

Le sommet est un simple replat sur l'échine qui monte de la Bastille au mont Rachais. Le mont Jalla est un anticlinal, c'est-à-dire un pli présentant une convexité vers le haut et dont le centre est occupé par les couches géologiques les plus anciennes. Il est composé de calcaire.

### Faune et flore
Le pistachier térébinthe et le genévrier thurifère, qui est une espèce végétale protégée dans la région Rhône-Alpes, font partie des espèces appréciant le climat méditerranéen qui peut régner sur le mont Jalla. Une autre espèce de plante également bien représentée sur ces hauteurs est l'orchidée dont fait partie l'epipactis à petites feuilles (Epipactis microphylla) qui peut être trouvée sur les sols calcaires à l'abri des boisements clairs.
D'autres espèces de plantes comme la coronille des jardins, qui peut être rencontrée jusqu'à 1 000 m d'altitude sur des terrains de pelouses sèches, abritent de nombreux insectes, comme le Bleu-nacré d'Espagne participant ainsi à la richesse de l'entomofaune et par voie de prédation à une luxuriante avifaune. La présence du hibou grand-duc et de la bondrée apivore (Buse apivore) est également avérée.

## Histoire

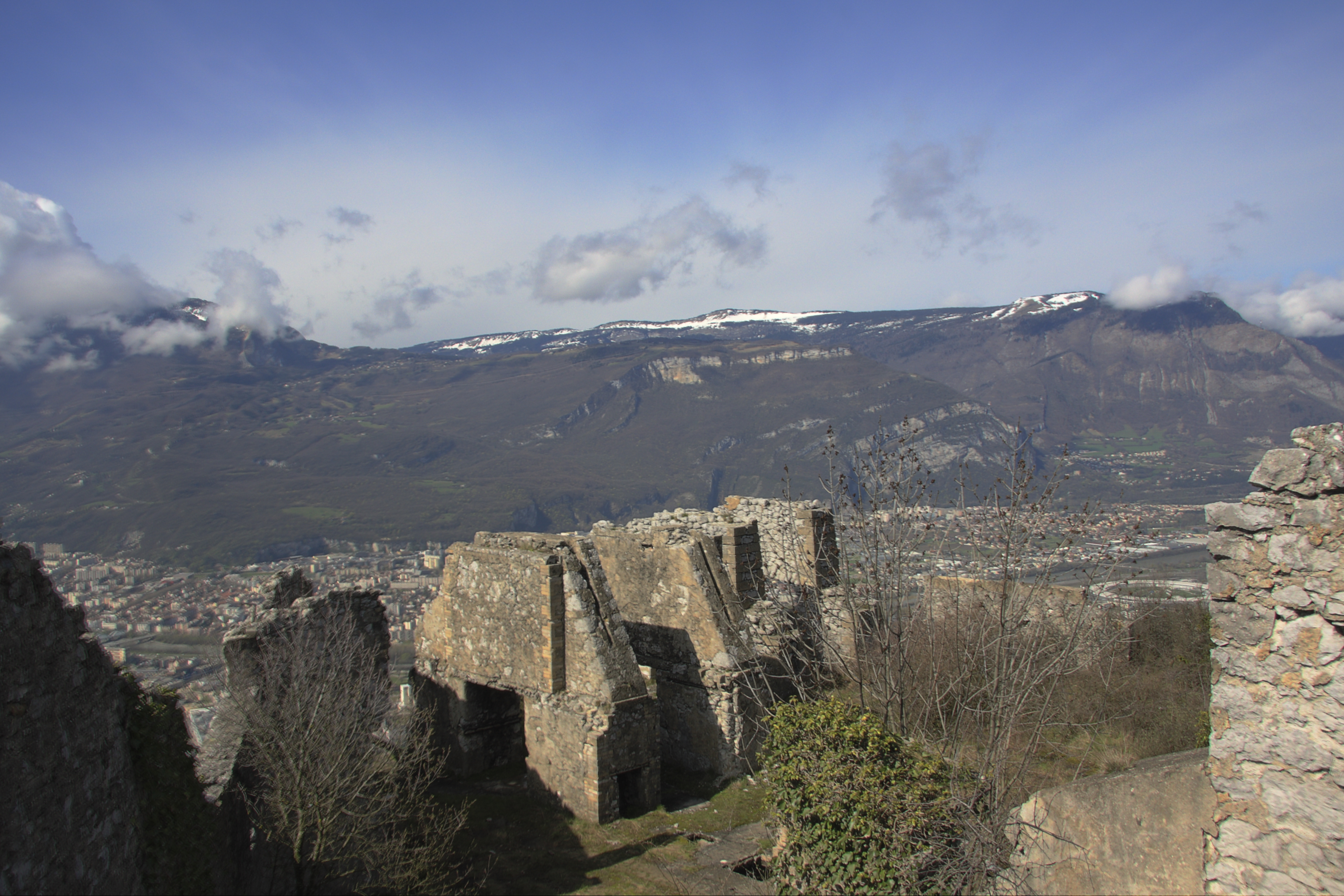
Vestiges des installations du téléphérique utilisé pour transporter le calcaire vers les cimenteries de la porte de France.

Le sommet abrite les vestiges des installations qui permettaient l'évacuation de la pierre à ciment vers l'usine de la Porte de France. En effet, le sous-sol du mont Jalla, riche en roche calcaire contenant de l'argile, qui fut longtemps un des seuls moyens d'obtenir du ciment prompt, fut longtemps exploité afin d'en extraire des pierres. Ainsi ce sont près de 18 galeries qui sont superposées et qui communiquent entre elles par des puits aboutissant à la galerie inférieure d'où les pierres étaient empilées dans des wagonnets qui les extrayaient vers les fours de la cimenterie sur la commune de Saint-Martin-le-Vinoux.
De plus, à partir de 1869 et jusqu'au début du XXe siècle, un téléphérique fut mis en service pour acheminer plus rapidement le calcaire depuis le sommet du mont Jalla jusqu'aux fours de la cimenterie. Les vestiges de la gare amont de ce téléphérique sont toujours visibles aux abords du sommet.
Depuis l'an 2000, le sommet du mont Jalla abrite le mémorial national des troupes de montagne.

## Activités

### Randonnée pédestre
Le sommet est facile d'accès depuis la gare supérieure du téléphérique en 30 minutes de marche ou depuis le Mas Caché, sur la commune de Saint-Martin-le-Vinoux, en 30 minutes également. Un second chemin permet de rallier le sommet en partant du col de Vence situé sur la route reliant Grenoble au Sappey ; il faut compter une heure quarante-cinq de marche par le GR 9 afin de regagner le mont Jalla.

### Protection environnementale
Le mont Jalla est classé en zone naturelle d'intérêt écologique, faunistique et floristique (ZNIEFF) par la direction régionale de l'environnement. Il fait partie d'une zone comprenant aussi le mont Rachais couvrant ainsi une étendue de 633,36 hectares sur les communes de Grenoble, Corenc, Quaix-en-Chartreuse, Saint-Martin-le-Vinoux et la Tronche.
L'intérêt du site réside dans le fait qu'il est une des « colonies méridionales » les plus abondantes des alentours de Grenoble. Connue depuis longtemps par les naturalistes cet espace possède une grande richesse écologique liée à la diversité des milieux, ainsi on y trouve des escarpements et des falaises mais aussi des chênaies denses, des prés secs, des coteaux, etc.